# Robin Finck
Robin Finck (Park Ridge,New Jersey,SAD 7. studenog 1971.) gitarist je američkog industrijskog rock sastava Nine Inch Nails i bivši član hard rock sastava Guns N' Roses. Nastupao je kao glazbenik i u poznatom kanadskom cirkusu Cirque du Soleil.
Finck je 1996. godine zamijenio Slasha nakon njegovog napuštanja Guns N' Rosesa, potpisujući ugovor na dvije godine. Po isteku ugovora vraća se u Nine Inch Nails, svirajući na njihovim turnejama Fragility v1.0 i Fragiliy v2.0. Ubrzo po okončanju turneja, krajem 2000. godine se vraća u Guns N' Roses, održavajući s njima brojne koncerte te postaje stalni član sastava. Godine 2008. Finck je objavio da napušta Guns N' Roses i ponovo postaje članom Nine Inch Nails.
Ponovno se 12.ožujka 2012 pridružio bivšim kolegama iz Guns N' Roses pri izvedbi pjesme "Better" koju je napisao zajedno s Axl Roseom.
Od 2001. godine oženjen je akrobatkinjom iz cirkusa Cirque du Soleil, Biancom Sapetto, s kojom nema djece.

## Vanjske poveznice
- Službena stranica (engl.)